# قصبة باجة
قصبة باجة هي قلعة تاريخيّة تقع في مدينة باجة التونسيّة، بنيت في القرن 2 ق.م من قبل القرطاجيين ولا تزال موجودة ليومنا الحاضر.

## الموقع
تقع القصبة على ربوة شديدة الانحدار على ارتفاع 305 متر عن سطح البحر مشرفة بذلك على كامل مدينة باجة والسهول المحاذية لها.

## تاريخ
بنيت القصبة أوّلا من قبل القرطاجيين كحصن صغير، بعد انحصار قوّة قرطاج و فقدانها السيطرة على أراضيها وتوسّع النوميديين جعل منها الملك الأمازيغي يوغرطة مركزا لحكمه إلى سنة 109 ق.م قبل أن يسيطر عليها الرومان. و بعد استيلاء الرومان على المنطقة دمروها وأعادوا بنائها سنة 14 قبل الميلاد أين ركّزوا حامية وأسوار و22 برجا، وبقيت قائمة إلى أن أتى الوندال و قاموا بهدمها تماما مرّة أخرى. و بعد تحرير البلاد مجددا من قبل البيزنطيين، كلّف الإمبراطور جستينيان الأول سنة 533 الكونت «باولوس» بإعادة بناء الحصن.
استمر توسيع القصبة مع الحكّام المسلمين الذّين اتخذوا من القصبة مركزا لممثليهم المحلّيين، حيث قام الفاطميون في عهد المنصور بالله الفاطمي سنة 945 ميلادي بعد أن عاث فيها أبو يزيد فسادا خلال ما يعرف بثورة صاحب الحمار.
و في القرن 16 ميلادي قام السلطان الحفصي أحمد أحميدة	 بتدعيم الحصن من خلال إقامة قلعة بها 14 مدفعا وألحفهم بالمعلم الأول.

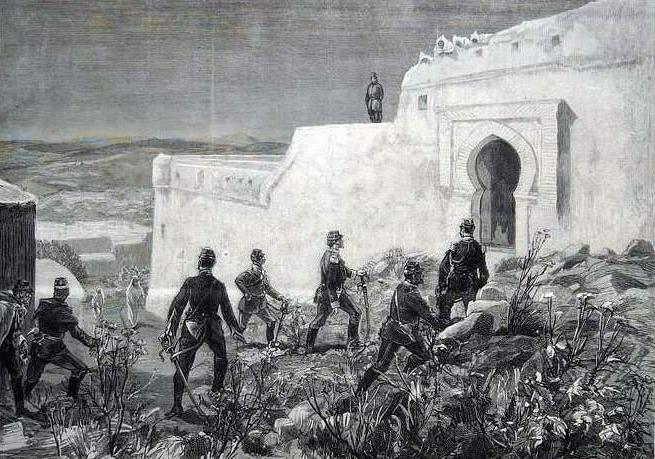
الحماية الفرنسية و محاصرة القصبة والسيطرة عليها يوم 20 ماي 1881

كما اهتم بها العثمانيون أيضا الذين ركزوا بأقصى زاويتها الجنوبيّة برجا نصف دائري إضافة كحامية من الجيش الانكشاري، ودعّمها المراديون خصوصا في عهد علي الأول المرادي سنة 1677 بإضافة كتيبة من الصبايحية أي فرسان القبائل عدته 500 فارس.
و بعد انتصاب الحماية الفرنسية على تونس سنة 1881، اتخذت سلطات الاستعمار من القصبة مقرا للجندرمية وذلك انطلاقا من 21 سبتمبر 1888.

## القصبة اليوم
تعيش القصبة اليوم حالة من الانهيار وعدم الاهتمام من قبل السلط المحليّة، فرغم رصد ما يبلغ قيمته 250 ألف دينار تونسي من قبل المعهد الوطني للتراث لإعادة ترميم المعلم إلا أنّه لم ينجز كما يجب إضافة إلى استغلال جزء من القصبة لأغراض تجارية دون ترخيص.[بحاجة لمصدر]

## معرض صور

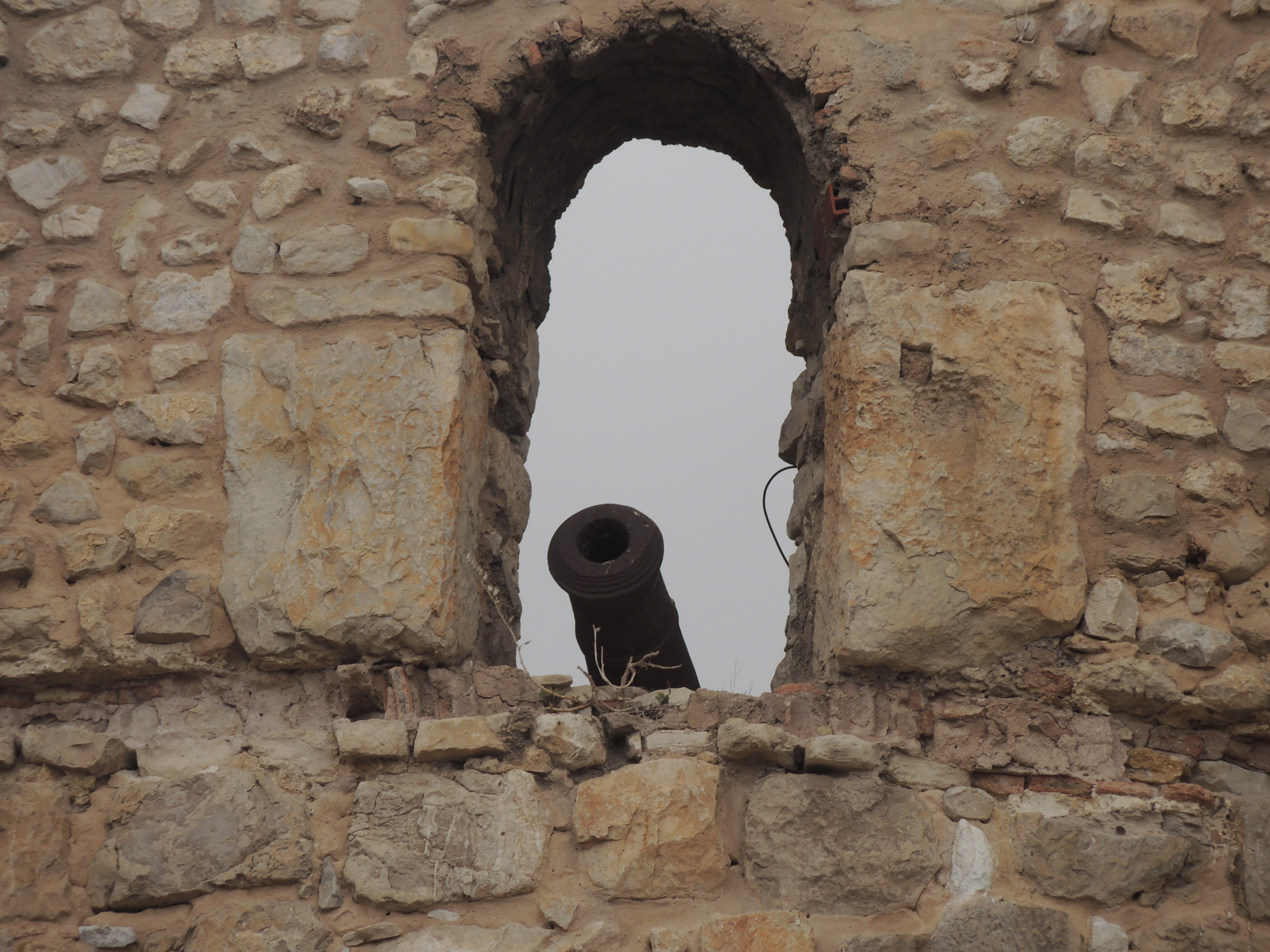
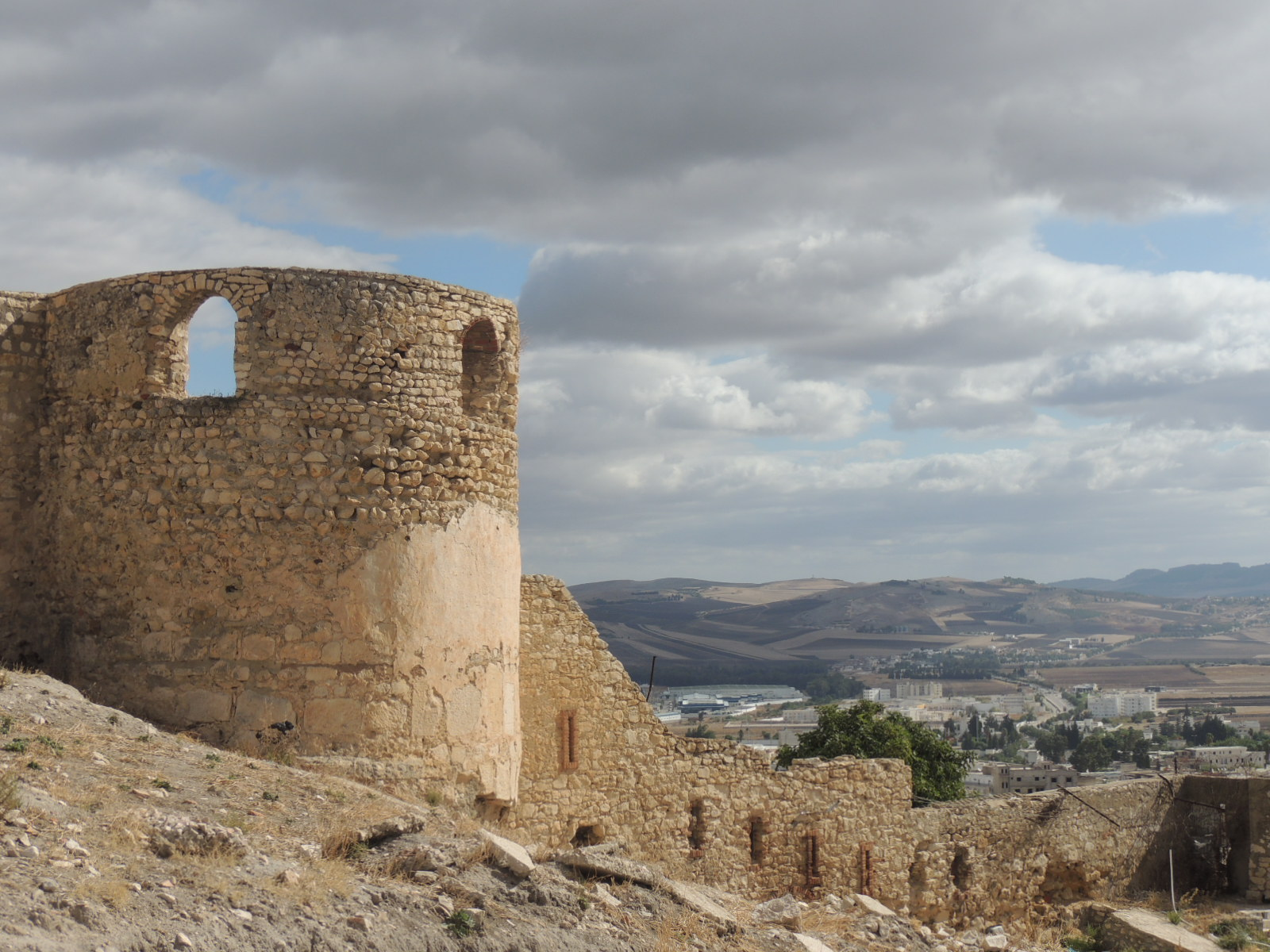
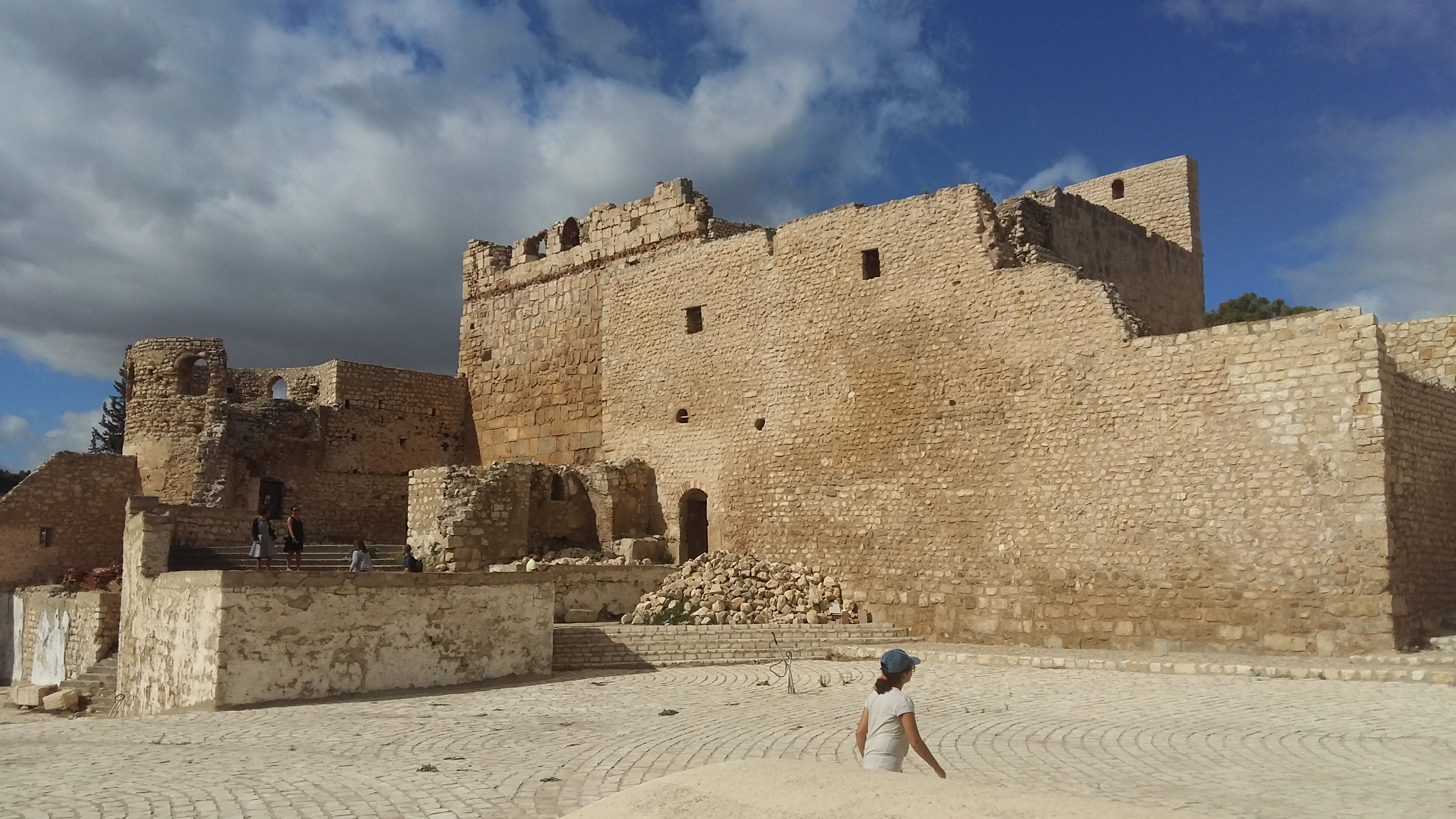
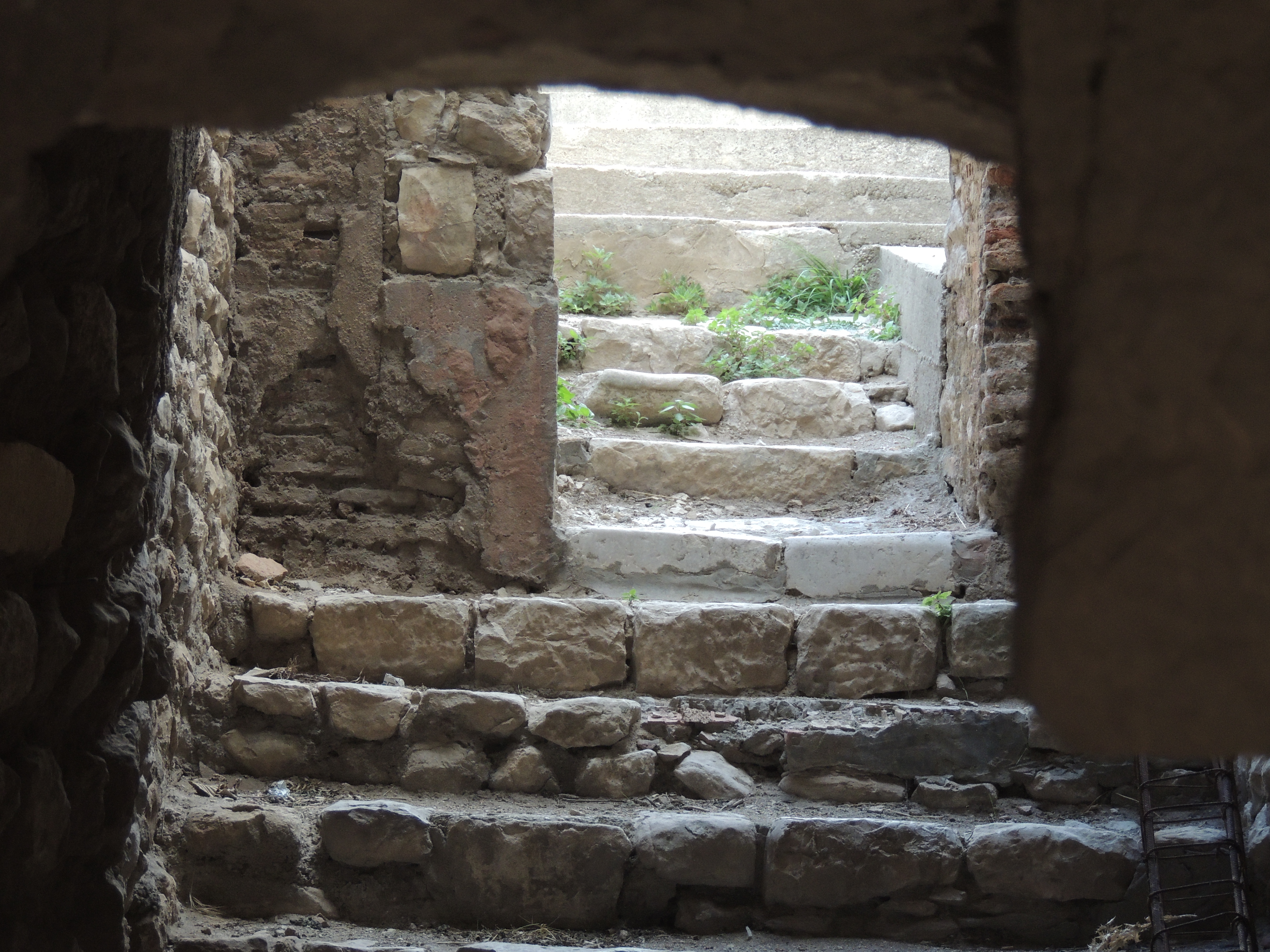
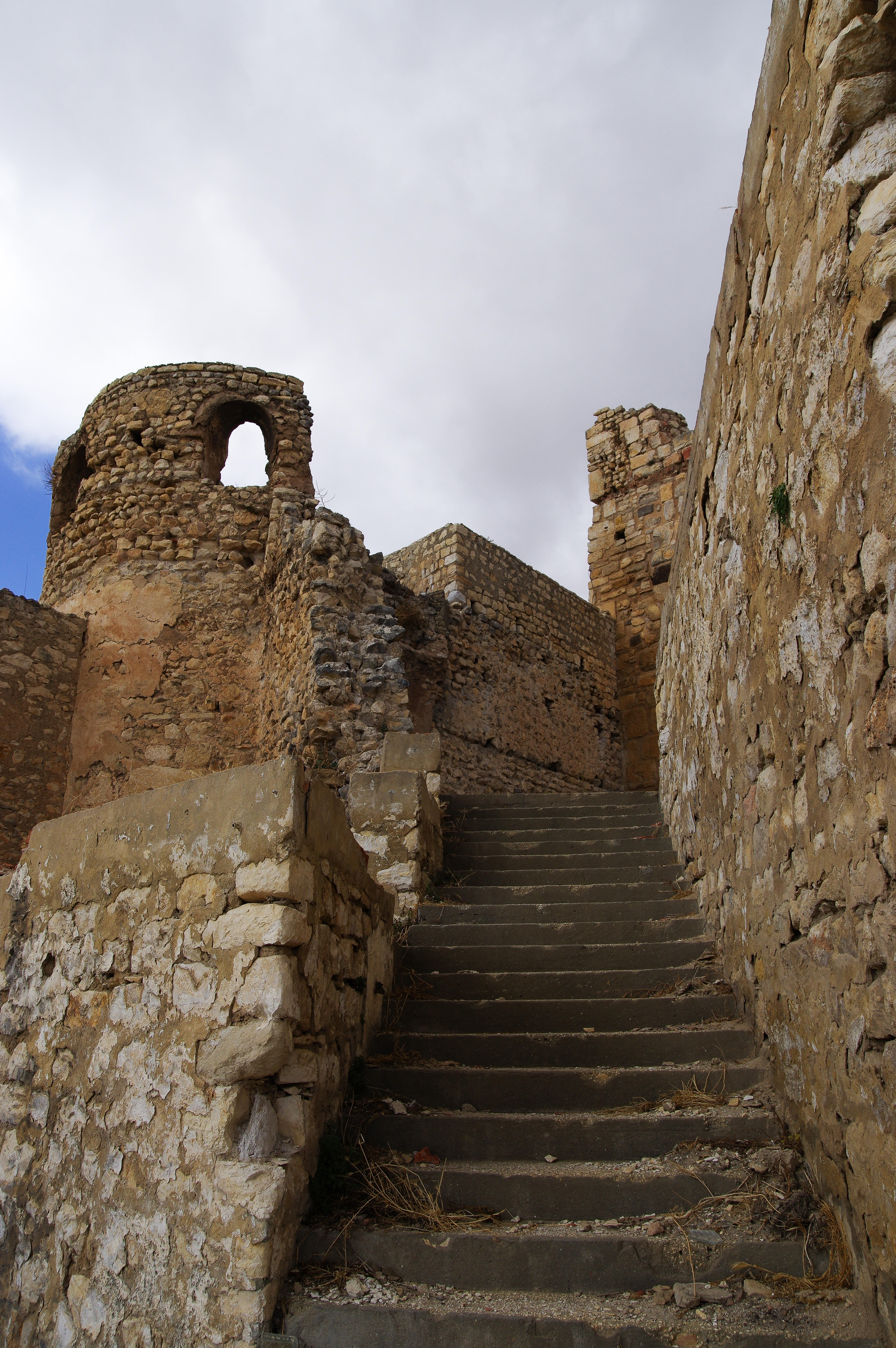